# فرنسوا جوزيف هايم
فرنسوا جوزيف هايم (بالفرنسية: François-Joseph Heim)‏ هو رسام فرنسي، ولد في 16 ديسمبر 1787 في بلفور في فرنسا، وتوفي في 29 سبتمبر 1865 في باريس في فرنسا.